# Manuel Ibáñez Posada
Manuel Ibáñez Posada (Colombres, Asturias; 14 de septiembre de 1838 - Madrid, 7 de mayo de 1891) fue un empresario hispano-mexicano.

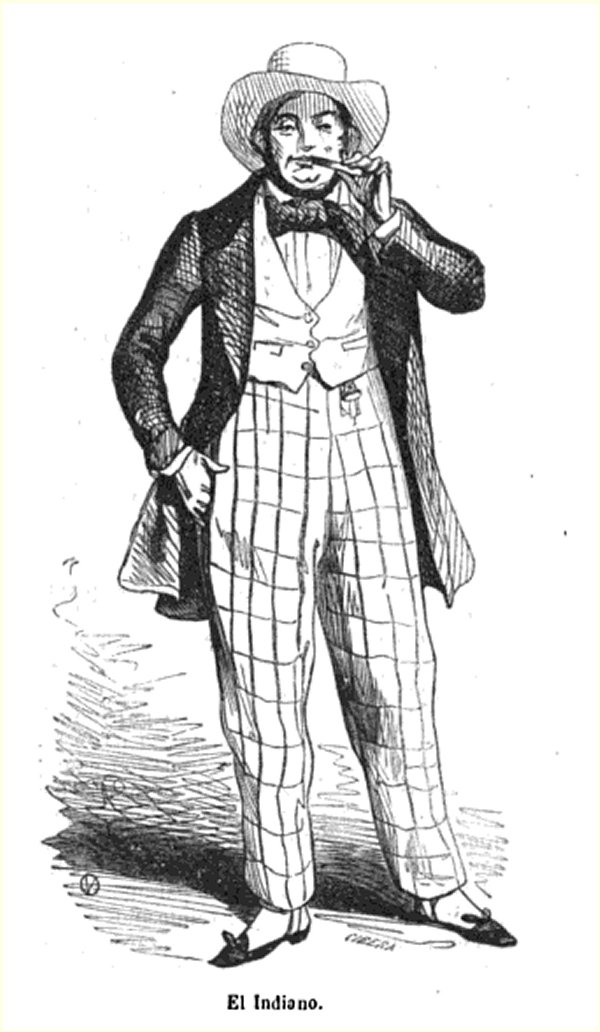
Un Indiano en 1851, según representación de Los españoles pintados por sí mismos.

## Biografía
Sus padres fueron Francisco Ibáñez Noriega (1807-?) y Teresa Posada Caso (1809-1890).
Casado el 18 de mayo de 1870 en la Parroquia del Sagrario, en la Ciudad de México con María de Jesús Cortina Icaza (1850-?). Tuvieron varios hijos:
- María Loreto Ibáñez Cortina (1871-?)
- María de los Dolores Ibáñez Cortina (1877-?)
- María de la Concepción Ibáñez Cortina (1879-1880)
- Manuel Ibáñez Cortina (1882-1882).

Sus hermanos fueron:
- Francisco Ibáñez Posada (1830-?)
- María Ibáñez Posada (1833-1908) casada con Eusebio Ruiz Sobrino (1827-?) de quien heredó una hacienda.
- Manuel
- José Antonio Ibáñez Posada (1843-?)
- Luis Ibáñez Posada (1845-1935).

El nombre de Manuel Ibáñez, como se le conoció en la comunidad empresarial a Manuel Ibáñez Posada, está ligado a la historia de su pueblo, donde realizó grandes obras altruistas a su regreso de Cuba y México en donde también dejó rastro de su trayectoria como constructor del sistema financiero mexicano y como empresario textilero.
Manuel junto con Luis, su hermano menor, dejó su pueblo natal desde la adolescencia para irse, como tantos otros asturianos, a buscar fortuna en América. Como todos los que iban, hacían fortuna y regresaban a su lugar natal, Manuel Ibáñez fue un indiano.

## Llegada a México
Los hermanos Ibáñez arribaron a La Habana, Cuba alrededor de 1845, donde participaron en la fundación de empresas manufactureras y bancarias. Al poco tiempo Manuel decidió irse a México quedándose su hermano en Cuba hasta después de la independencia de ese país en 1898 cuando regresó a España con fuertes capitales para fundar allá el Banco de Gijón en Asturias en 1899.
Manuel llegó a México en el contexto del ascenso de los grupos liberales. A su llegada se refugió como cajero en el Almacén Mendoza y Sobrino propiedad de sus paisanos Manuel Mendoza Cortina (1817-1867), de quien después se haría concuño, y Faustino Sobrino (1827-1900).
En ese contexto hubo una fuerte oleada de migrantes españoles en México: de 6380 en 1877 a 9533 en 1887. Los de escasos recursos se refugiaban con paisanos y ahorraban para enviarle a la familia y en espera de mejorar su situación. Los que llegaban con más recursos se establecían en alguna ciudad del país donde se dedicaban al comercio representando a alguna casa fuerte de España y por último los de la élite quienes ocupaban puestos privilegiados.
El nuevo gobierno liberal otorgó grandes facilidades a los portadores de títulos de deuda pública así como en las operaciones de compra-venta de propiedades del clero, ya nacionalizadas. Esto generó gran dinamismo en los negocios y un fuerte desarrollo de la agricultura y la ganadería.
En aquel tiempo existía un principio secular entre los migrantes españoles que consistía en utilizar los lazos de origen común y de parentesco para favorecer la acumulación de capitales. Gracias a este principio, con el tiempo y el ahorro Manuel pudo independizarse y comprar deuda de los acreedores ligados al régimen conservador fungiendo como representante de los acreedores de la convención de 1853. A la sazón también quedó como propietario de la hacienda azucarera de San Antonio Cuahixtla en Morelos al morir su concuño y paisano Manuel Mendoza Cortina.

## Industrial

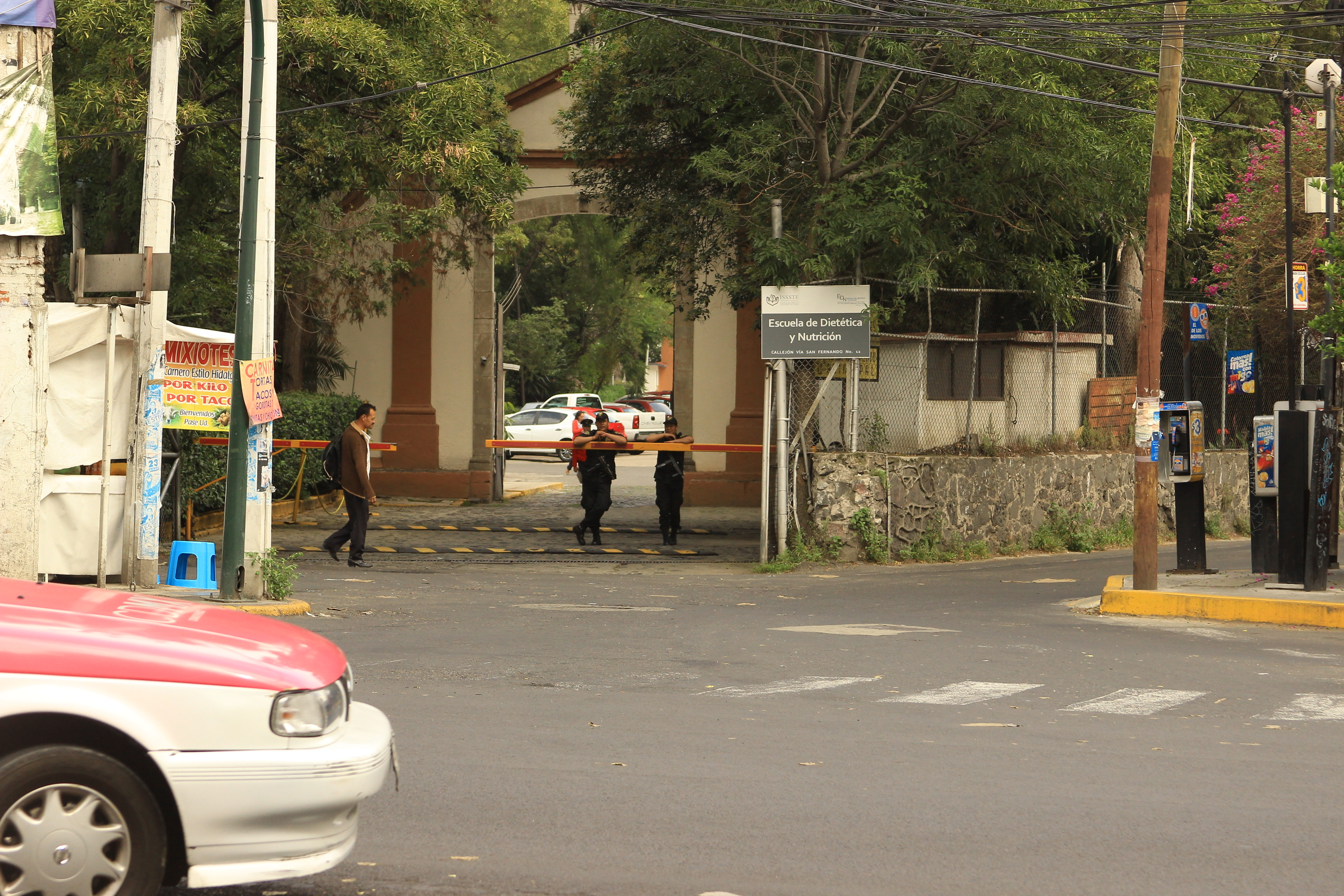
Entrada de la fábrica de San Fernando, que hoy es una escuela.

Su astucia le permitió un rápido ascenso adquiriendo al poco tiempo la fábrica textil San Fernando en Tlalpan, Ciudad de México y luego la antigua fábrica La Teja (1870). En el periodo republicano se distinguió como un gran empresario del ramo textil en un contexto de alta demanda de telas entre la creciente población. Manuel fusionó sus empresas fundando la sociedad de San Antonio Abad, empresa textilera dotada de la maquinaria más moderna para la producción de finas telas de algodón. A mediados de 1880 vendió esta empresa a su paisano español Íñigo Noriega Lasso para dedicar su atención al naciente ramo bancario mexicano.

## Banquero

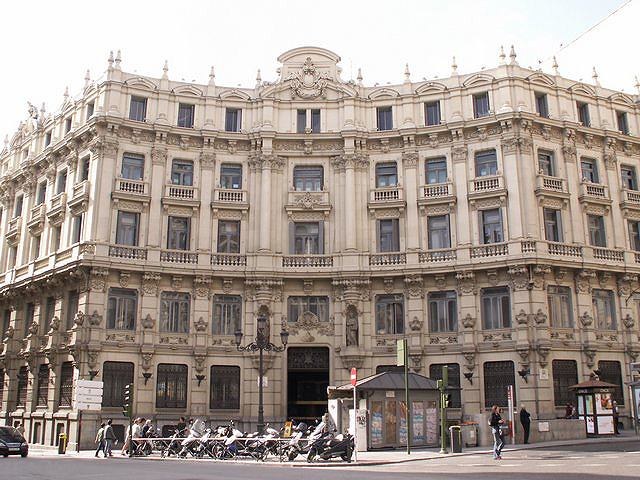
Banco Hispanoamericano, hoy Santander Central Hispano Americano, en Madrid.

Una costumbre de los españoles que emigraban a América, sin importar el nivel de su fortuna, era remitir parte de sus ingresos a sus familias. Esa fue la época de oro de las remesas de los emigrantes a España, el periodo de la proliferación de las casas de giro que concluyó con la fundación del Banco Hispanoamericano en cuya creación, en 1900 cuando Manuel ya había fallecido, intervinieron tanto su hermano Luis como su sobrino político Antonio Basagoiti Arteta, quienes fueron los primeros directores de dicho banco.
En sus inicios como banquero Manuel Ibáñez fundó la Casa Ibáñez y Compañía especializada en giros a España cobrando una comisión del 2,5 %. Este tipo de casas de giro tuvieron un papel importante en la expansión del comercio y del crédito en lugares donde había pocos bancos o ni siquiera había. La Casa Ibáñez trabajaba en más de 70 plazas en el país, donde los emigrados podían enviar recursos a España, sin importar el monto. Así, fueron sus clientes desde el ayudante de tendero hasta los grandes capitalistas. Además de giros, extendía cartas de crédito del comercio en general. Hasta antes de que él fundara su Casa, la mayoría de las casas de giro operaba en el ámbito local; su gran éxito fue hacer negocios en el mercado exterior.
Otra función de estas casas de giros era la de administrar las fortunas de los empresarios que ya no podían seguir trabajando por diversos motivos. Ibáñez logró la confianza de un buen número de ricos asturianos que retornaban a España y le encargaban la administración de sus cuantiosas fortunas actuando como un banquero privado que cuida e intenta aumentar los patrimonios de aquellos particulares que le encargan estas responsabilidades.

En 1883 traspasó sus acciones a su paisano Íñigo Noriega y concentró su capital y esfuerzo en el Banco Mercantil Mexicano, institución fundada dos años atrás. Era el Surgimiento de la banca en México, del sistema bancario porfirista. En 1884, producto de las necesidades de la época y la visión y apoyo del presidente Manuel González y Edouard Noetzlin, representante del Banco Franco Egipcio de capital franco-suizo, el Mercantil Mexicano se fusionó como su contemporáneo, el Banco Nacional Mexicano. La concesión que el gobierno dio a la nueva institución Banco Nacional de México incluyó, entre otras cosas, el monopolio de la emisión de papel moneda y el reconocimiento como intermediario en operaciones financieras, tanto internas como externas. En ese entonces, y durante un tiempo, fungió simultáneamente como banca comercial y banco de gobierno.
Con una salud quebrantada, Manuel Ibáñez regresó a España en 1888. Dueño de una gran fortuna, realizó importantes obras de beneficencia en su pueblo natal como el abastecimiento de aguas, el cementerio, reformas en la iglesia, el edificio para la casa Consistorial, etcétera. Por todo ello el Ayuntamiento de Colombres honró su memoria dando su nombre a una plaza y poniendo una placa conmemorativa en la casa donde nació además de serle erigida una estatua de bronce, realizada por Agustín Querol en 1902, en la plaza que lleva por nombre el título nobiliario de Manuel Ibáñez: conde de Ribadedeva, mismo que le fue concedido por el rey Alfonso XIII.
Dato curioso es el hecho de que Manuel Ibánez junto con su paisano Íñigo Noriega Lasso mandaron construir la Quinta Guadalupe que hoy alberga a La Fundación Archivo de Indianos y al Museo de la Emigración. En 1911 Noriega Lasso le ofreció la residencia al expresidente mexicano Porfirio Díaz, de quien fue amigo personal, pero Díaz y su familia decidieron irse a París. No conocieron Colombres.

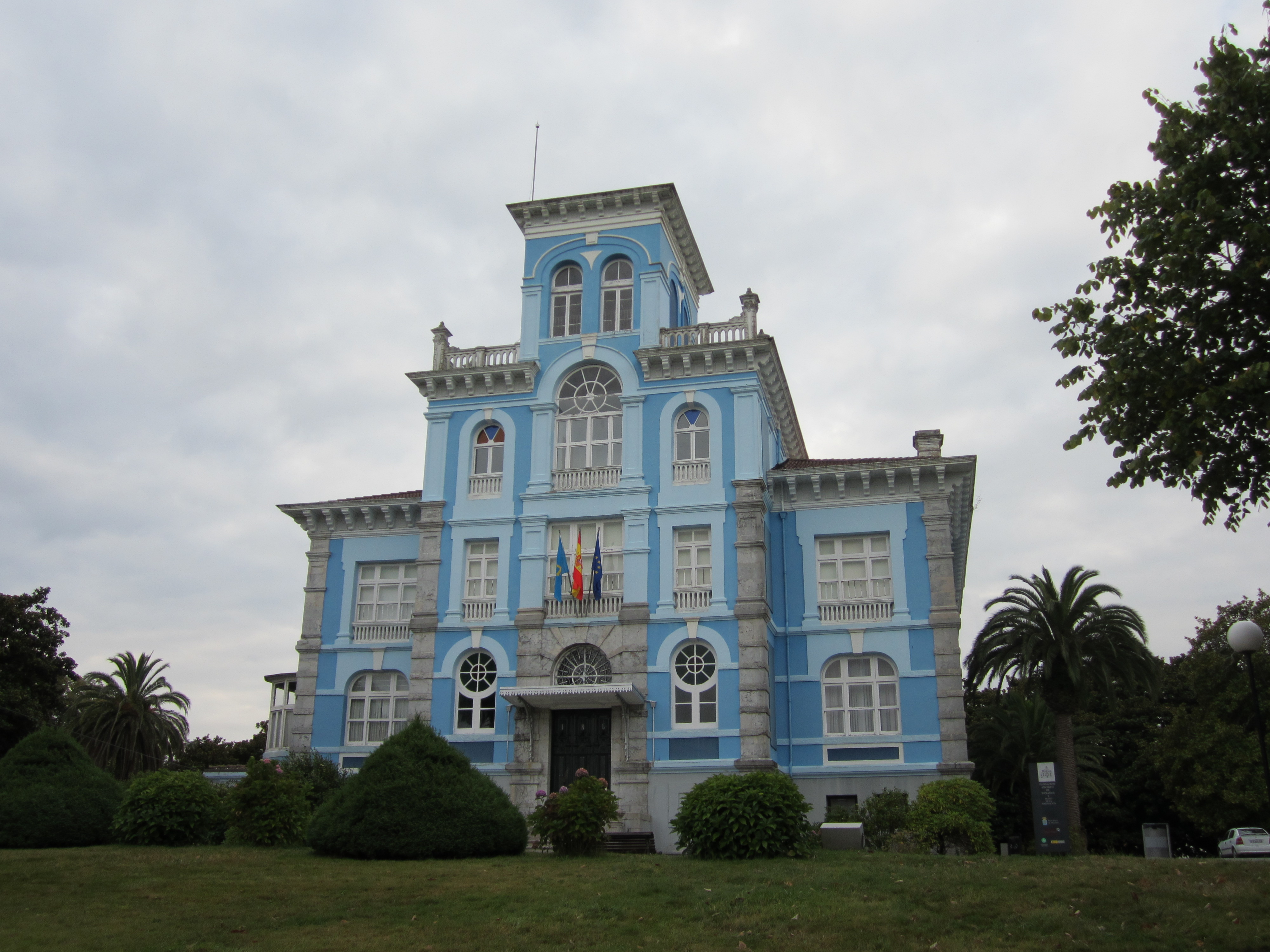
La Quinta Guadalupe, hoy casa indiana de Colombres, Asturias, construida con capital de Manuel Ibáñez e Íñigo Noriega.